# Bockum
Bockum ist ein Stadtteil von Krefeld in Nordrhein-Westfalen mit etwa 21.000 Einwohnern.
Bockum gilt als eine der besseren und sehr gefragten Wohnlagen Krefelds. Auf der Hüttenallee, der Wilhelmshofallee sowie der Tiergartenstraße bauten sich wohlhabende Krefelder Familien in der sog. Gründerzeit stattliche Villen auf großen Grundstücken. Ansonsten dominieren Einfamilienhausgebiete aus jüngerer Zeit. Der Ort genießt den Vorzug weitläufiger Grünanlagen und den damit verbundenen zahlreichen Einrichtungen, die Erholungs-, Freizeit- und Sportzwecken dienen. Bockum hat eine ruhige, gleichzeitig jedoch zentrale Lage, auch in Bezug auf die Verkehrsanbindungen zur BAB 57 und den Fernbahnverkehr gesehen.
Der Stadtteil beherbergt zahlreiche öffentliche Einrichtungen Krefelds, z. B. das Bockumer Badezentrum, das Grotenburg-Stadion, den Krefelder Zoo und den Krefelder Stadtwald als Naherholungsgebiet.

## Geographie

### Räumliche Lage
Bockum liegt am linken Niederrhein im Rheinland und gehört zur Stadt Krefeld. Es liegt östlich der Stadtmitte und westlich von Uerdingen. Das Gebiet des Ortes grenzt im Westen an die Grenzstraße und die Jentgesallee (Cracau/Stadtmitte), im Norden an die Nordtangente bzw. Europaring und an die Zwingenbergstraße (Verberg), im Osten an die Flensburger Zeile/Boleystraße (Grenze zu Uerdingen), das südliche Ende (zu Oppum) bildet der Schönwasserpark bzw. der Botanische Garten.
Durch den Ort zieht sich ein alter Rheinarm, der zum Beispiel im Sollbrüggenpark, im Schönhausenpark und an der Engerskull noch erkennbar ist.
Benachbarte Stadtteile sind Gartenstadt im Norden, Uerdingen und Linn im Osten, Oppum im Süden, Cracau und die Stadtmitte im Südwesten, Inrath/Kliedbruch im Westen und Verberg im Nordwesten.

## Geschichte

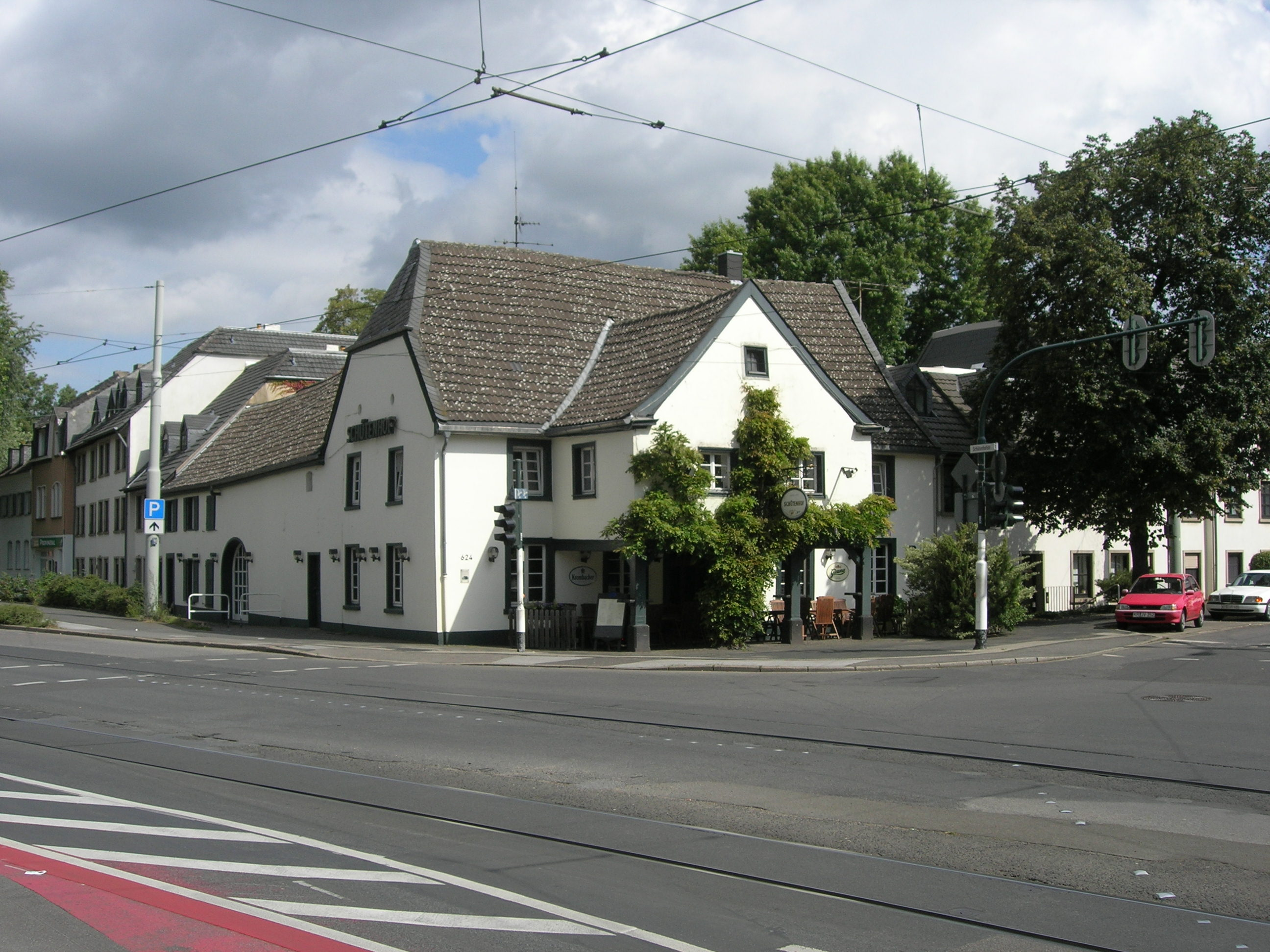
Haus Schüten, ehem. Gehöft

Sicher ist, dass im Jahre 1205 n. C. der Kölner Erzbischof Bruno in „Buchholz sancte Gertrudis“ ein Lager aufschlug und somit der heutige Ort Bockum zum ersten Mal urkundlich erwähnt wird. 1273 ist von den Honschaften Bockum und Oppum die Rede. Von 1392 bis 1794 gehörte Bockum zum kurkölnischen Amte Linn. Bockum wurde 1794 von den Franzosen im Zuge der französischen Kriege eingenommen und 1801 in die französische Republik eingegliedert. In dieser Zeit erfolgte auch die Straßenführung der strategisch wichtigen Magistrale zwischen den Städten Krefeld und Uerdingen in geschwungener Form durch die Ortsmitte Bockums. Auf dem Wiener Kongress fiel der Ort 1815 an Preußen. Zur Bürgermeisterei Bockum im 1816 gebildeten Kreis Krefeld gehörten die Gemeinden Bockum, Verberg, Oppum und Rath-Vennickel (später Traar). Jede Gemeinde besaß einen Gemeindevorsteher. Das Siegel Bockums war ein fliegender Adler. Von 1857 bis 1859 wurde die heutige St.-Gertrudis-Kirche durch den Architekten Friedrich-Ferdinand Schmidt erbaut, der in Krefeld auch die Stephanskirche errichtete. In den Jahren 1898 und 1899 erhielt sie einen neuen, etwa 70 m hohen Turm.
Die beiden Gemeinden Bockum und Verberg wurden 1902 verwaltungstechnisch zur Gemeinde Bockum-Verberg zusammengeschlossen. Zwischen 1902 und 1904 wurde das Bockumer Rathaus errichtet. Am 12. Dezember 1906 wurde es beschlossen und am 15. Oktober 1907 wurde die Gemeinde Bockum-Verberg zusammen mit Oppum in die Stadt Krefeld eingemeindet. Seit dem 23. August 1946 gehört Bockum als Stadtteil von Krefeld zum Bundesland Nordrhein-Westfalen, welches seit dem 23. Mai 1949 Bestandteil der Bundesrepublik Deutschland ist.

## Politik

### Allgemeines
Bockum ist einer von 19 Stadtteilen Krefelds. Die amtliche Nummer ist die 130. Der Stadtteil selber gliedert sich in die Bezirke Stadtwald, Sollbrüggen und Tiergarten.
Die Wähler in Bockum sind traditionell konservativ und christdemokratisch geprägt, auch wenn die CDU bei der Kommunalwahl 2004 erstmals nur knapp unter 50 % der Stimmen erhielt. Die unabhängigen Wählergemeinschaften spielen in Bockum keine Rolle.

### Bezirksvertretung

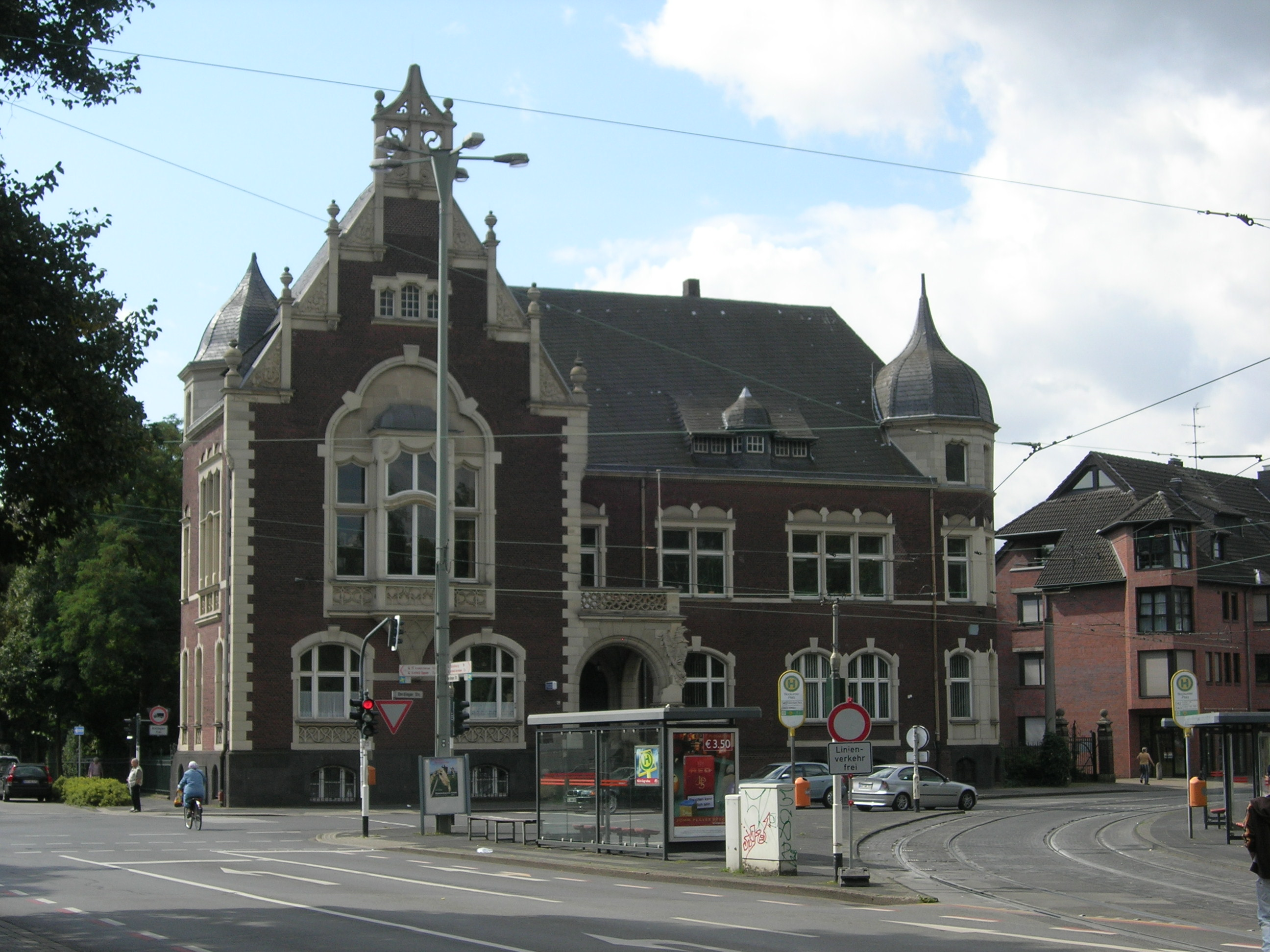
Bockumer Rathaus

Bockum teilt sich politisch auf zwei Stadtteilbezirke (Bezirksvertretungen) auf. Der größere Teil (Ortsteilmitte, Sollbrüggen, Stadtwald) zählt zum Stadtbezirk Ost. Der südliche Teil (Zoo, Schönwasserpark) gehört zum Stadtbezirk Oppum-Linn.
Die Bezirksvertretung Ost ist 2014 wie folgt aufgestellt:
Gesamt (15 Sitze/100 %)
- CDU (6 Sitze/37,41 %)
- SPD (5 Sitze/31,27 %)
- Bündnis 90/Die Grünen (2 Sitze/11,43 %)
- FDP (1 Sitz/9,83 %)
- AfD (1 Sitz/4,31 %)

Bezirksvorsteher: Wolfgang Merkel (SPD)

## Bevölkerung

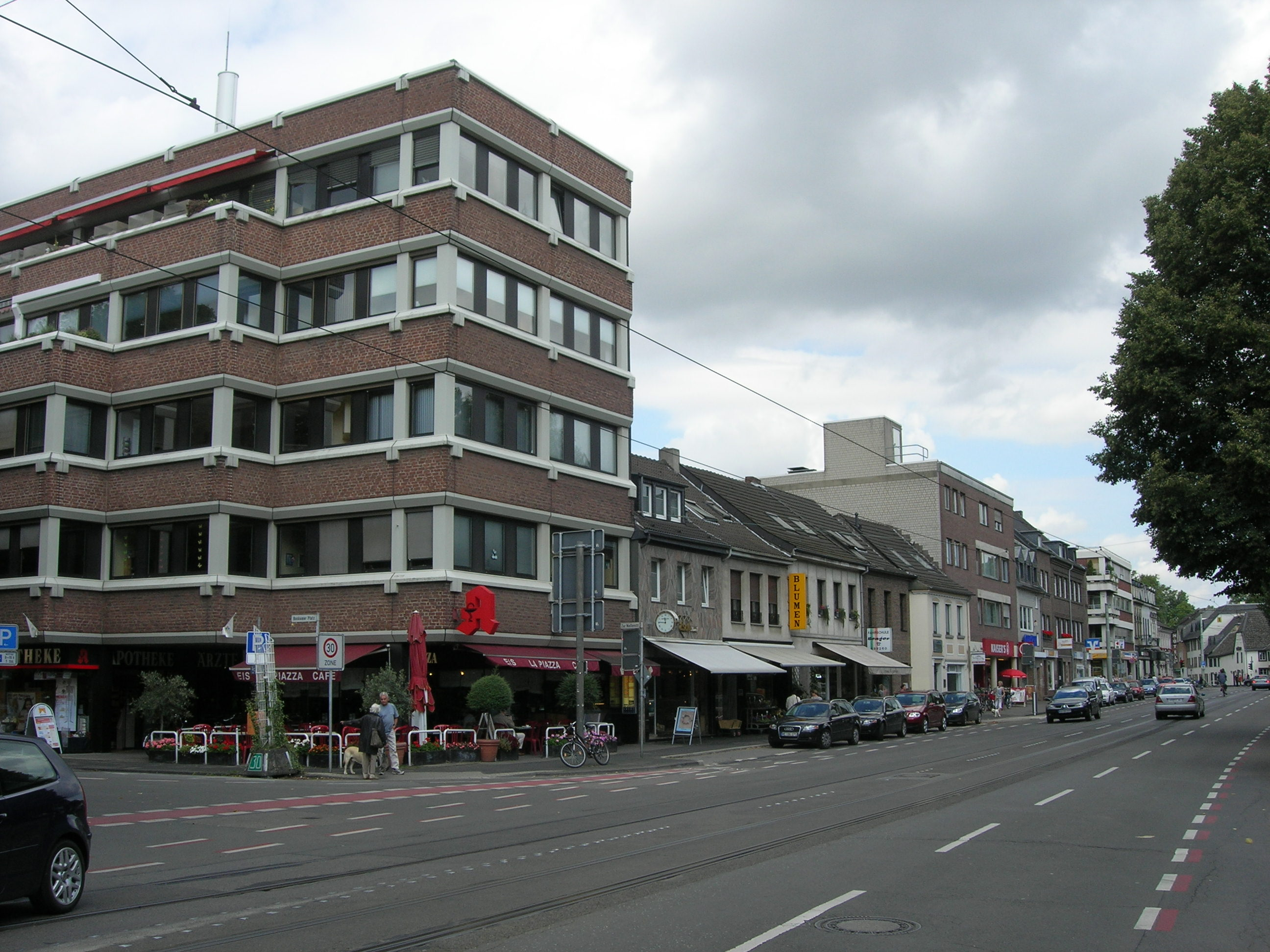
Bockumer Einkaufsstraße

Die Bevölkerung ist weitestgehend römisch-katholisch, bis Anfang des vergangenen Jahrhunderts war sie noch bäuerlich geprägt. Heute dominieren Dienstleistungsberufe.
Zum 31. Dezember 2019 betrug die Einwohnerzahl 20.617. Dies entspricht einem Anteil von ca. 9 % an der Gesamtbevölkerung Krefelds.
Zum 31. Dezember 2015 waren von den 20.626 Einwohnern 11.010 Personen weiblich, was einem Anteil von 53,4 % entspricht. Die Anzahl der Beschäftigten betrug am 31. Dezember 2014 6.621 Personen. Es gab 505 Arbeitslose am 30. Juni 2015. Der Ausländeranteil lag am 31. Dezember 2015 mit 1.367 Personen bei 6,6 %.

## Religion
Die Mehrheit der Bockumer ist katholisch. Die älteste katholische Kirche ist St. Gertrudis in der Ortsmitte. In den Jahren 1970 bis 1987 stand Weihbischof Karl Reger als Pfarrer dieser Gemeinde vor. Hinzu kommt die Kirche Herz Jesu im Westen von Bockum. Gemeinsam mit den Gemeinden Christus-König in Verberg, St. Hubertus in Kliedbruch und St. Josef in Traar bilden diese zuvor unabhängigen Pfarreien seit 1. Januar 2010 die Pfarre St. Christophorus. Sie wurde von den beiden Pfarrern Karl-Heinz Alders (bis 2019) und Domkapitular Karlheinz Teut (bis 2015) gemeinsam geleitet. Seit 1. Oktober 2019 ist Pfarrer Frank Schürkens verantwortlich. Die Pfarre gehört zum Bistum Aachen.

### Kirchen
- Sankt-Gertrudis-Kirche (katholisch), erbaut von Friedrich von Schmidt (Architekt)
- Herz-Jesu Kirche (katholisch)
- Christus-Kirche (evangelisch)

## Bildung
In Bockum reicht das Bildungsangebot über zwei Grundschulen, einer Hauptschule, zwei Gesamtschulen bis hin zu einer Berufsschule und einer Förderschule.

### Schulen
Grundschulen:
- Katholische Grundschule Sollbrüggenstrasse
- Grotenburgschule (ehem. Gemeinschafts-Grundschule Eichendorffstrasse)

Hauptschulen:
- Stephanusschule Städtische Katholische Hauptschule

Förderschulen:
- Franz-Stollwerck-Schule (mit Förderschwerpunkt Sprache)

Gesamtschulen:
- Gesamtschule Kaiserplatz
- Freie Waldorfschule Krefeld

Berufsschulen:
- Berufskolleg Glockenspitz

## Sehenswürdigkeiten

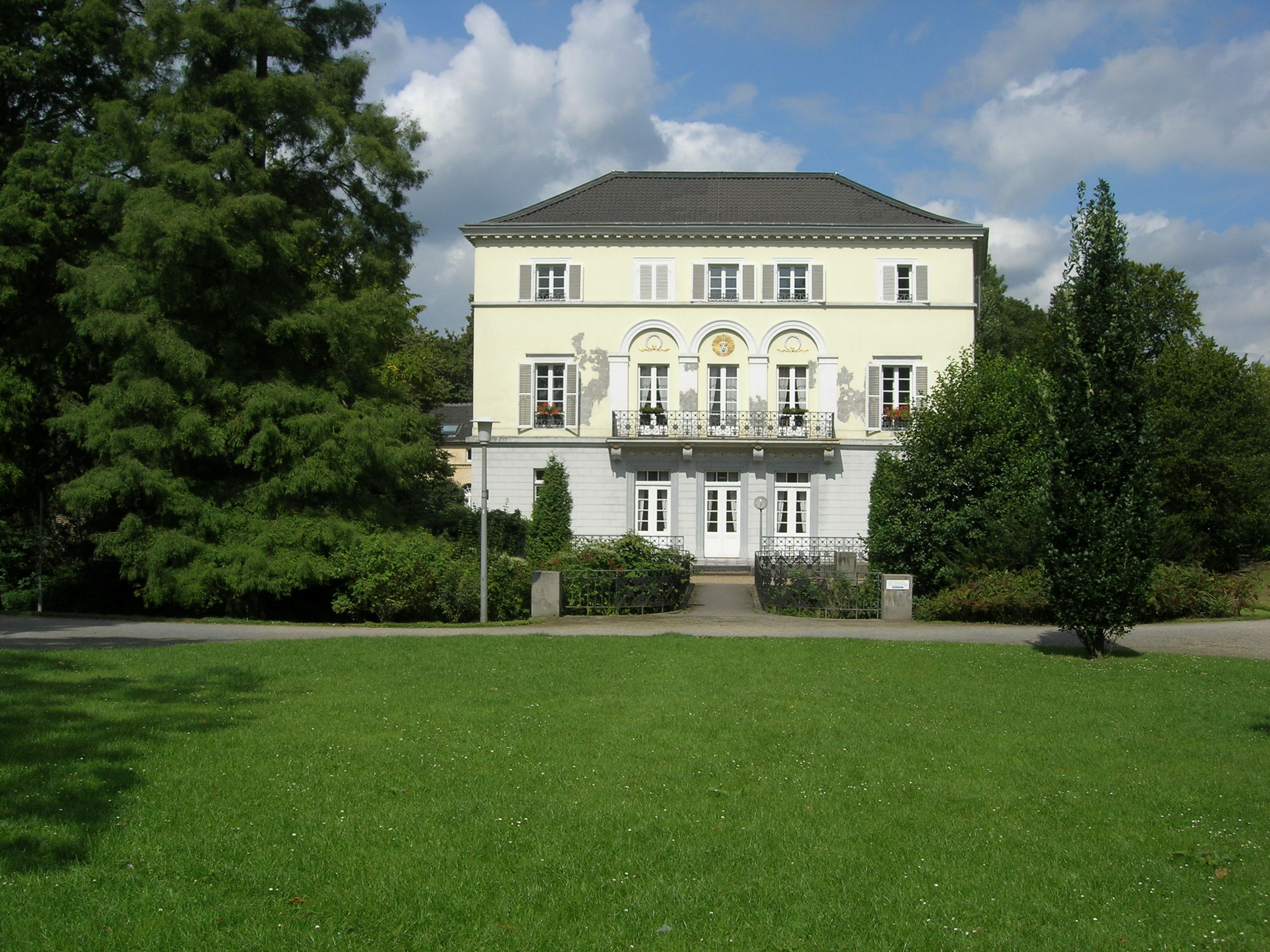
Haus Sollbrüggen

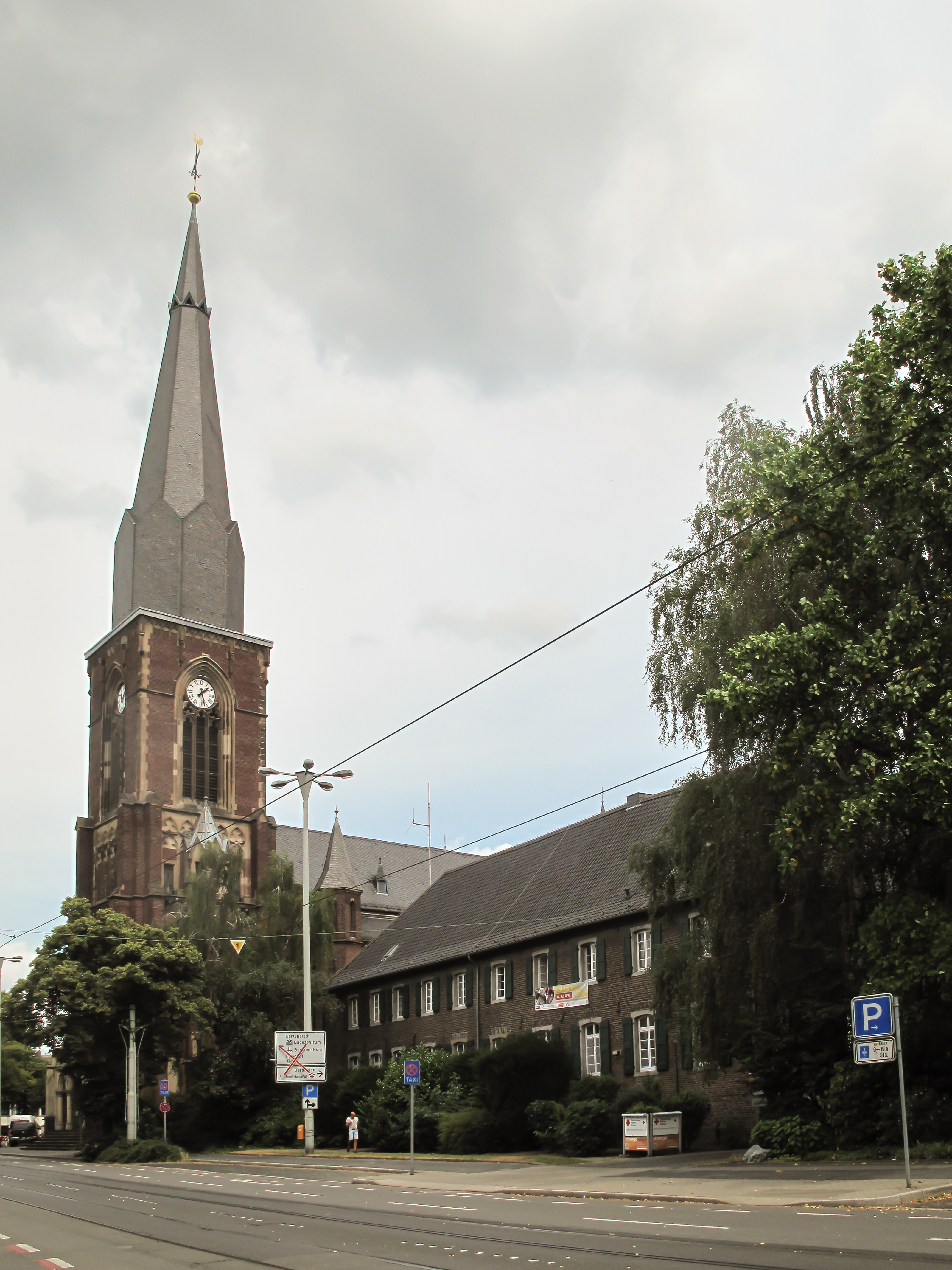
Katholische Pfarrkirche Sankt Gertrudis

### Museen
- Haus Esters und Haus Lange

### Bauwerke
- Bockumer Rathaus
- Kirche St. Getrudis
- Burchartzhof (DRK)
- Haus Sollbrüggen, beherbergt die Musikschule Krefeld
- Haus Schönhausen
- Haus Neuenhofen
- Grotenburgschlösschen
- Grotenburg-Stadion
- Stadtwaldhaus im Stadtwald
- Deuss-Tempel sowie Rennbahntribüne auf der Trabrennbahn im Stadtwald
- Badezentrum Bockum
- Hochbauwerk der BAB 57

### Tiere und Natur
- Botanischer Garten Krefeld
- Krefelder Zoo

### Naherholungsgebiete und Parkanlagen
- Stadtwald
- Vreed
- Sollbrüggenpark
- Schönhausenpark
- Neuenhofenpark
- Kaiserpark
- Engerskull
- Schönwasserpark mit Botanischen Garten

## Sport
Sport in Bockum wird in den Vereinen TV Jahn Bockum 01 (Turnen, Handball, Badminton, Tauchen), TSV Bockum 01 (Turnen, Fußball, Volleyball, Tischtennis, Radsport, Skisport), entstanden aus der Fusion der Vereine Bockumer SV 1924 und Rheintreu Bockum 1924, ISHC Bockum Bulldogs (Inline-Skaterhockey), Golfclub Bockum (Golf) und der Krefelder Tennisgesellschaft (KTG) (Tennis) betrieben. Der Bockumer Sport hat in einigen Bereichen überregionale Bedeutung erworben. Darüber hinaus sind auf dem Gebiet Bockums weitere Vereine aus Krefeld angesiedelt und es befinden sich hier auch weitere Sporteinrichtungen der Stadt.

### Sportarten

#### Tischtennis
Derzeit spielen die Herren des TSV Bockum 01 (bis 2006 Rheintreu Bockum 1924) in der Verbandsliga, doch spielte die höchste Mannschaft in den Jahren 1994 bis 1996 in der 2. Bundesliga, als es sich Gönner des Vereins noch leisten wollten, eigens für gewisse Spiele chinesische Spieler einfliegen zu lassen. Im Jahr 1994 spielte auch der Nationalspieler Zoltan Fejer-Konnerth in diesem Verein. Die Seniorenmannschaft konnte in den Jahren 1993, 1995 und 1999 die deutsche Meisterschaft erringen. Im Jahr 2008 wurde mit der Seniorenmannschaft Ü60 erstmals der Titel des deutschen Mannschaftsmeisters nach Bockum geholt.

#### Radsport
Zum Rheintreu Bockum gehörte auch die Radsport-Abteilung, die das König Pilsener Team (heute Team EGN) bildete. Hierbei handelte es sich um ein Krefelder Radteam, das vorwiegend bei Rundstreckenrennen in NRW an den Start ging. Im Jahr 2005 standen die Fahrer des Elite-Teams, des Junioren- und Seniorenteams 171-mal auf dem Treppchen, davon 72-mal als Sieger. Im Oktober 2005 spaltete sich aber diese Abteilung ab und gründete den R.V. Rheintreu Krefeld 05, der nun die Grundlage dieses Elite-Radteams bildet. Dennoch gibt es auch beim TSV Bockum 01 wieder eine Radsport-Abteilung.
Zudem gründete sich am 21. September 2007 das Radsport-Team Bockum, das speziell in den Disziplinen Radrennen und Radtourenfahren tätig sein will. Schon am 22. Mai 2008 wurde unter Federführung dieses Vereins die Niederrhein- und Bezirksmeisterschaft auf einem Kurs in Bockum ausgetragen. Es soll jährlich ein Radrennen in diesem Ort organisiert werden.

#### Inlineskaterhockey
1996 gründete sich die Abteilung Inlineskaterhockey bei Rheintreu Bockum. Seit 1998 gibt es einen eigenen Verein, den ISHC Bockum Bulldogs e. V.
In diesem Jahr stiegen die Junioren in die 1. Juniorenbundesliga auf. Die 1. Herrenmannschaft spielte in der Regionalliga. In den Jahren 2000 bis 2001 spielte sie sogar in der 1. Bundesliga, bis zum Abstieg 2005 in der 2. Bundesliga. 
Aushängeschild des Vereins ist die im Jahr 2008 gegründete Damenmannschaft, die seit 2015 erstklassig in der Damenbundesliga der ISHD - INLINE SKATERHOCKEY DEUTSCHLAND - spielt. 
Erfolge Damen:
2018 - Europapokalsieger 
2024 - Europapokalsieger
2017 - Deutscher Vizemeister
2021 - Deutscher Vizemeister
2022 - Deutscher Meister
2023 - Deutscher Meister
2022 - Deutscher Vize-Pokalsieger
2023 - Deutscher Pokalsieger

#### Fußball
Die 1. Herrenmannschaft des TSV Bockum 01 (bis 2006 Bockumer SV 1924), die in der Spielzeit 2008/09 in der Landesliga Gruppe 3 spielen wird, erzielte bei einem Testspiel im Juli 2006 einen Achtungserfolg gegen den Niederrheinligisten, ehemaligen Bundesligisten und deutschen Pokalsieger von 1985 KFC Uerdingen 05 mit einem 3:3-Unentschieden, bei dem die Bockumer Mannschaft sogar zeitweise in Führung lag.

### Sportstätten

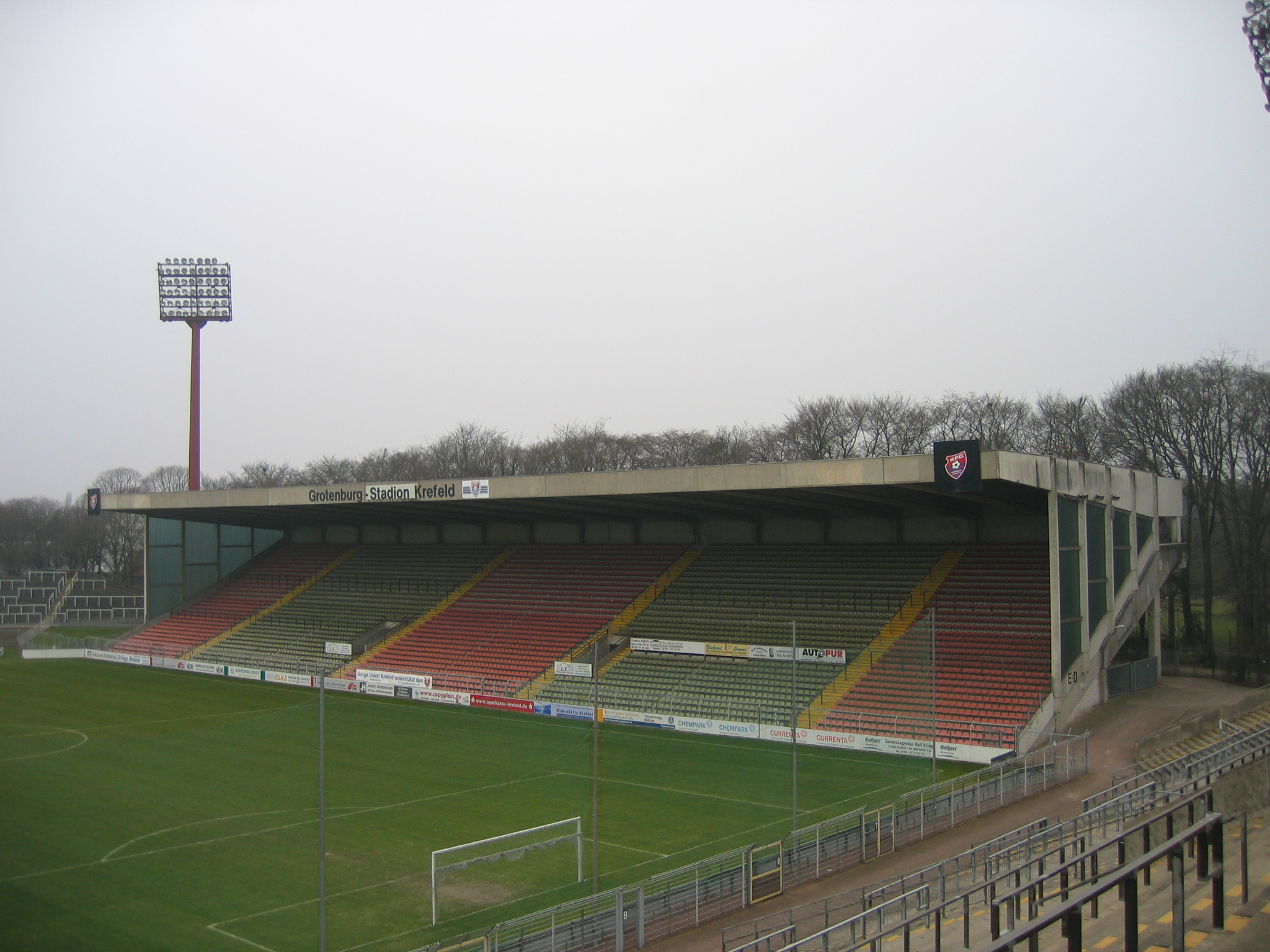
Blick auf die Nordtribüne des Grotenburg-Stadions

Neben dem Sport, der von Bockumern betrieben wird, befinden sich zahlreiche bekannte Sportstätten der Stadt Krefeld in Bockum.
Das Grotenburg-Stadion, Spielstätte des KFC Uerdingen 05, in dem auch schon Europapokal-Spiele und Länderspiele ausgetragen wurden, die Gerd-Wellen-Hockeyanlage des 2006 deutscher Hockeymeister gewordenen Crefelder HTC, die Krefelder Galopprennbahn sowie die Tennisanlage des Tennisbundesligisten HTC Blau-Weiß Krefeld befinden sich auf Bockumer Gebiet. Im Bockumer Badezentrum trägt der Wasserballbundesligist Aegir Uerdingen seine Spiele aus.
Die Sportanlage des TSV Bockum 01 ist die Bezirkssportanlage „Am Prozessionsweg“.

## Belege
1. 1 2 3  Stadt Krefeld: Statistische Bezirke - Strukturdaten 2019. Hrsg.: Stadt Krefeld. Bezirksatlas 2019, 2020 (krefeld.de [PDF]).
2. ↑  gemeindeverzeichnis.de: Landkreis Krefeld
3. ↑  Chrismie Fehrmann: Krefelder Pfarrer Karlheinz Alders geht - allerdings nicht so ganz. 12. Mai 2019, abgerufen am 4. Januar 2023.
4. ↑  RP ONLINE: Interview Karl-Heinz Teut: Abschied von Pastor Teut in Bockum. 11. Juni 2015, abgerufen am 4. Januar 2023.
5. ↑  RP ONLINE: Nachfolger von Pfarrer Alders: Pfarrer Frank Schürkens tritt seinen Dienst in Bockum an. 8. Oktober 2019, abgerufen am 4. Januar 2023.